# Tourist Trophy 1972
Il Tourist Trophy fu la quinta prova del motomondiale 1972, nonché la 54ª edizione della prova.
Si svolse l'8 e il 9 giugno 1972 e vi corsero tutte le classi ad eccezione di quella di minor cilindrata del mondiale, la 50.
Gareggiarono per prime l'8 giugno la 250, la 350 e i sidecar, il 9 giugno si svolsero le restanti gare; tutte le prove si svolsero sul Circuito del Mountain.
I vincitori furono: Giacomo Agostini che si impose nella classe 500 e nella 350 in sella a MV Agusta, Phil Read in 250 e Chas Mortimer in 125 entrambi su Yamaha; l'equipaggio tedesco Siegfried Schauzu/Wolfgang Kalauch si impose tra i sidecar su una BMW.
Anche in questa occasione, durante la gara delle 125, vi fu un incidente mortale che coinvolse Gilberto Parlotti su Morbidelli, pilota in quel momento in testa alla classifica iridata. Se già la gara dell'Isola di Man aveva visto man mano decrescere il numero dei partecipanti che lamentavano la particolarità del circuito, questo incidente fu l'ennesimo tassello che porterà ben presto all'eliminazione della corsa dai calendari del motomondiale.

## Classe 500
Al Senior TT, gara conclusiva del gran premio, furono 73 i piloti alla partenza e 35 vennero classificati al termine della gara.
Caso praticamente unico nel mondiale, all'ottavo posto vennero classificati due pilota ex aequo, con lo stesso tempo d'arrivo. La cosa era spiegabile dal fatto che, diversamente dagli altri gran premi, la partenza del TT non avveniva in gruppo bensì a coppia di piloti; a entrambi i piloti vennero assegnati i 3 punti in classifica destinati all'ottavo posto.

### Arrivati al traguardo (prime 20 posizioni)
| Pos. | Pilota           | Moto             | Tempo      | Punti |
| ---- | ---------------- | ---------------- | ---------- | ----- |
| 1    | Giacomo Agostini | MV Agusta        | 2h 10:34.4 | 15    |
| 2    | Alberto Pagani   | MV Agusta        | +7:51.4    | 12    |
| 3    | Mick Grant       | Padgett/Kawasaki | +9:25.6    | 10    |
| 4    | Kevin Cowley     | Seeley           | +10:47.2   | 8     |
| 5    | Derek Chatterton | Chat/Yamaha      | +11:13.8   | 6     |
| 6    | Charlie Williams | Dugdale/Yamaha   | +13:09.4   | 5     |
| 7    | Selwyn Griffiths | Cowles/Matchless | +14:27.6   | 4     |
| 8    | Clive Brown      | Suzuki           | +14:35.0   | 3     |
| 8    | Paul Cott        | Seeley           | +14:35.0   | 3     |
| 10   | Charlie Sanby    | Hi-Tac/Suzuki    | +14:58.6   | 1     |
| 11   | William McCosh   | Suzuki           | +15:04.6   |       |
| 12   | Stan Woods       | Suzuki           | +15:06.8   |       |
| 13   | J Wade           | Yamaha           | +15:24.0   |       |
| 14   | Roger Nichols    | Suzuki           | +15:46.6   |       |
| 15   | George Fogarty   | Suzuki           | +15:56.2   |       |
| 16   | Gerry Mateer     | Norton           | +16:28.0   |       |
| 17   | Pete Elmore      | Norton           | +17:12.2   |       |
| 18   | Tom Dickie       | Cowles/Matchless | +18:48.2   |       |
| 19   | B Lee            | Aermacchi        | +20:08.4   |       |
| 20   | Ken Tilley       | Norton           | +20:39.8   |       |

## Classe 350
Allo Junior TT furono 76 i piloti alla partenza e 35 quelli classificati al termine della corsa.

### Arrivati al traguardo (prime 10 posizioni)
| Pos. | Pilota           | Moto      | Tempo      | Punti |
| ---- | ---------------- | --------- | ---------- | ----- |
| 1    | Giacomo Agostini | MV Agusta | 1h 50:56.8 | 15    |
| 2    | Tony Rutter      | Yamaha    |            | 12    |
| 3    | Mick Grant       | Yamaha    |            | 10    |
| 4    | Jack Findlay     | Yamaha    |            | 8     |
| 5    | Derek Chatterton | Yamaha    |            | 6     |
| 6    | Selwyn Griffiths | Yamaha    |            | 5     |
| 7    | Mick Chatterton  | Yamaha    |            | 4     |
| 8    | László Szabó     | Yamaha    |            | 3     |
| 9    | Bill Rae         | Yamaha    |            | 2     |
| 10   | Brian Lee        | Aermacchi |            | 1     |

## Classe 250
Nel Lightweight TT furono 52 i piloti iscritti e 31 quelli classificati al termine della prova.

### Arrivati al traguardo (prime 10 posizioni)
| Pos. | Pilota           | Moto   | Tempo      | Punti |
| ---- | ---------------- | ------ | ---------- | ----- |
| 1    | Phil Read        | Yamaha | 1h 30:51.2 | 15    |
| 2    | Rodney Gould     | Yamaha |            | 12    |
| 3    | John Williams    | Yamaha |            | 10    |
| 4    | Charlie Williams | Yamaha |            | 8     |
| 5    | Werner Pfirter   | Yamaha |            | 6     |
| 6    | Billie Henderson | Yamaha |            | 5     |
| 7    | Derek Chatterton | Yamaha |            | 4     |
| 8    | Dudley Robinson  | Yamaha |            | 3     |
| 9    | Barry Randle     | Yamaha |            | 2     |
| 10   | Bill Rae         | Yamaha |            | 1     |

## Classe 125
Nell'Ultra-Lightweight TT furono 35 i piloti alla partenza e 18 classificati al traguardo.

### Arrivati al traguardo (prime 10 posizioni)
| Pos. | Pilota           | Moto   | Tempo      | Punti |
| ---- | ---------------- | ------ | ---------- | ----- |
| 1    | Chas Mortimer    | Yamaha | 1h 17:38.2 | 15    |
| 2    | Charlie Williams | Yamaha |            | 12    |
| 3    | Bill Rae         | Maico  |            | 10    |
| 4    | Lindsay Porter   | Honda  |            | 8     |
| 5    | Ron Hackett      | Honda  |            | 6     |
| 6    | Ralph Watts      | Honda  |            | 5     |
| 7    | Fred Launchbury  | Maico  |            | 4     |
| 8    | Leigh Notman     | Yamaha |            | 3     |
| 9    | Andy Morris      | Yamaha |            | 2     |
| 10   | Mike Evans       | Yamaha |            | 1     |

## Sidecar TT
Disputata sulla distanza di 3 giri, furono 69 equipaggi alla partenza e 32 al traguardo.

### Arrivati al traguardo (prime 10 posizioni)
| Pos | Pilota                | Passeggero         | Moto          | Tempo      | Punti |
| --- | --------------------- | ------------------ | ------------- | ---------- | ----- |
| 1   | Siegfried Schauzu     | Wolfgang Kalauch   | BMW           | 1h 14:40.0 | 15    |
| 2   | Heinz Luthringshauser | Hans-Jürgen Cusnik | BMW           |            | 12    |
| 3   | Gerry Boret           | Nick Boret         | Renwick/König |            | 10    |
| 4   | Wolfgang Klenk        | Norbert Scherer    | BMW           |            | 8     |
| 5   | Barry Dungsworth      | Bill Turrington    | BMW           |            | 6     |
| 6   | Roy Hanks             | John Mann          | BSA           |            | 5     |
| 7   | Roy Woodhouse         | Doug Woodhouse     | Honda         |            | 4     |
| 8   | Roger Dutton          | Tony Wright        | BMW           |            | 3     |
| 9   | George O'Dell         | Bill Boldison      | BSA           |            | 2     |
| 10  | John Barker           | Alex MacFadzean    | BSA           |            | 1     |